# Takashi Usami
Takashi Usami (jap. 宇佐美貴史 Usami Takashi; ur. 6 maja 1992 w Nagaokakyō) – japoński piłkarz występujący na pozycji napastnika w japońskim klubie Gamba Osaka oraz w reprezentacji Japonii.

## Życiorys

### Kariera klubowa
Wychowanek Gamby Osaka.
W swojej karierze był zawodnikiem klubów: Gamba Osaka, Bayern Monachium, Bayern Monachium II, TSG 1899 Hoffenheim, FC Augsburg i Fortuna Düsseldorf.
1 lipca 2019 podpisał kontrakt z japońskim klubem Gamba Osaka, umowa do 31 stycznia 2021.

### Kariera reprezentacyjna
Był reprezentantem Japonii w kategoriach wiekowych: U-16, U-17, U-19, U-20 i U-23.
W seniorskiej reprezentacji Japonii zadebiutował 27 marca 2015 na stadionie Ōita (Ōita, Japonia) w meczu towarzyskim przeciwko reprezentacji Tunezji.

## Sukcesy

### Klubowe
Bayern Monachium
- Zdobywca drugiego miejsca w Bundeslidze: 2011/2012
- Zdobywca drugiego miejsca Pucharu Niemiec: 2011/2012
- Zdobywca drugiego miejsca Ligi Mistrzów UEFA: 2011/2012
- Zdobywca drugiego miejsca Audi Cup: 2011

Gamba Osaka
- Zwycięzca J.League Division 1: 2014
- Zdobywca drugiego miejsca J.League Division 1: 2010
- Zdobywca drugiego miejsca J1 League: 2015
- Zwycięzca J.League Division 2: 2013
- Zwycięzca Pucharu Japonii: 2008, 2014, 2015
- Zwycięzca Pucharu Ligi Japońskiej: 2014
- Zdobywca drugiego miejsca Pucharu Ligi Japońskiej: 2015
- Zwycięzca Superpucharu Japonii: 2015
- Zdobywca drugiego miejsca Superpucharu Japonii: 2016
- Zdobywca drugiego miejsca Copa Suruga Bank: 2015

Fortuna Düsseldorf
- Zwycięzca 2. Fußball-Bundesliga: 2017/2018

### Reprezentacyjne
Japonia
- Zwycięzca Kirin Cup: 2011
- Zdobywca drugiego miejsca Kirin Cup: 2016